# Petőfi park
A Petőfi park Makó város legnagyobb közparkja, mérete körülbelül két hektár.
Szirbik Miklós református lelkész, krónikás leírásából tudjuk, hogy az 1826-ban épült Püspöki rezidencia és kápolna mellett egy 11 jugerumból álló kert volt található, melynek kisebbik részét konyha-, nagyobbik része gyümölcsös- és sétálókertként hasznosították. Ehhez a mai Petőfi park területe nem tartozott hozzá; helyén temető feküdt. Egy 1895-ös helyszínrajz tanúsága szerint a régi rész parkként működött, míg a temető helyén konyhakertet alakítottak ki. A teljes területen Dessewffy Sándor püspök létesített parkot, akinek tevékenysége alatt gingkó, gránátalma, különféle fenyők, nyír, gyertyán, bükk, cser, tulipánbokrok uralták a területet, de üvegház is épült.
1895. április 13-án artézi kutat fúrtak, majd megbízták a GABLER budapesti ércöntödét egy víztorony, a vízellátó-hálózat és egy tó építésével. A kivitelezést Papp Balázs makói építőmester végezte el. A torony 14,8 méter magas volt, a víztartályt a második emeleten helyezték el, az első emeletre egy fürdőszoba, az alsó részbe a vízfelfogó medence és több szivattyú került. Az ártézi kúthoz öntözőrendszert is kiépítettek; a fölösleges vizet a torony mellé ásott aranyhalas tóba eresztették. A tó közepén egy kócsagot ábrázoló szobor állt.
Glattfelder Gyula csanádi püspök 1917 végén pénzszűkébe került, ezért fölajánlotta megvételre a parkot, a Korona Szállót és a dáli tanyához tartozó földjeit a Makói Kereskedelmi és Iparbanknak, de az nem fogadta el az ajánlatot. Egy konzorcium és a város önkormányzata viszont egymással versengve igyekezett megszerezni Makó akkori egyetlen közparkját. A konzorcium tette a magasabb ajánlatot, jóllehet ekkora az már fölbomlott. A püspök elveszítve vevőit ajánlatot tett az önkormányzatnak, amit azonban az sokallt. Végül dr. Dózsa Simon, a püspök tanácsadója rálicitálva a városra 1918. augusztus 18-án megvásárolta a püspökkertet a Koronával és a szántófölddel együtt.

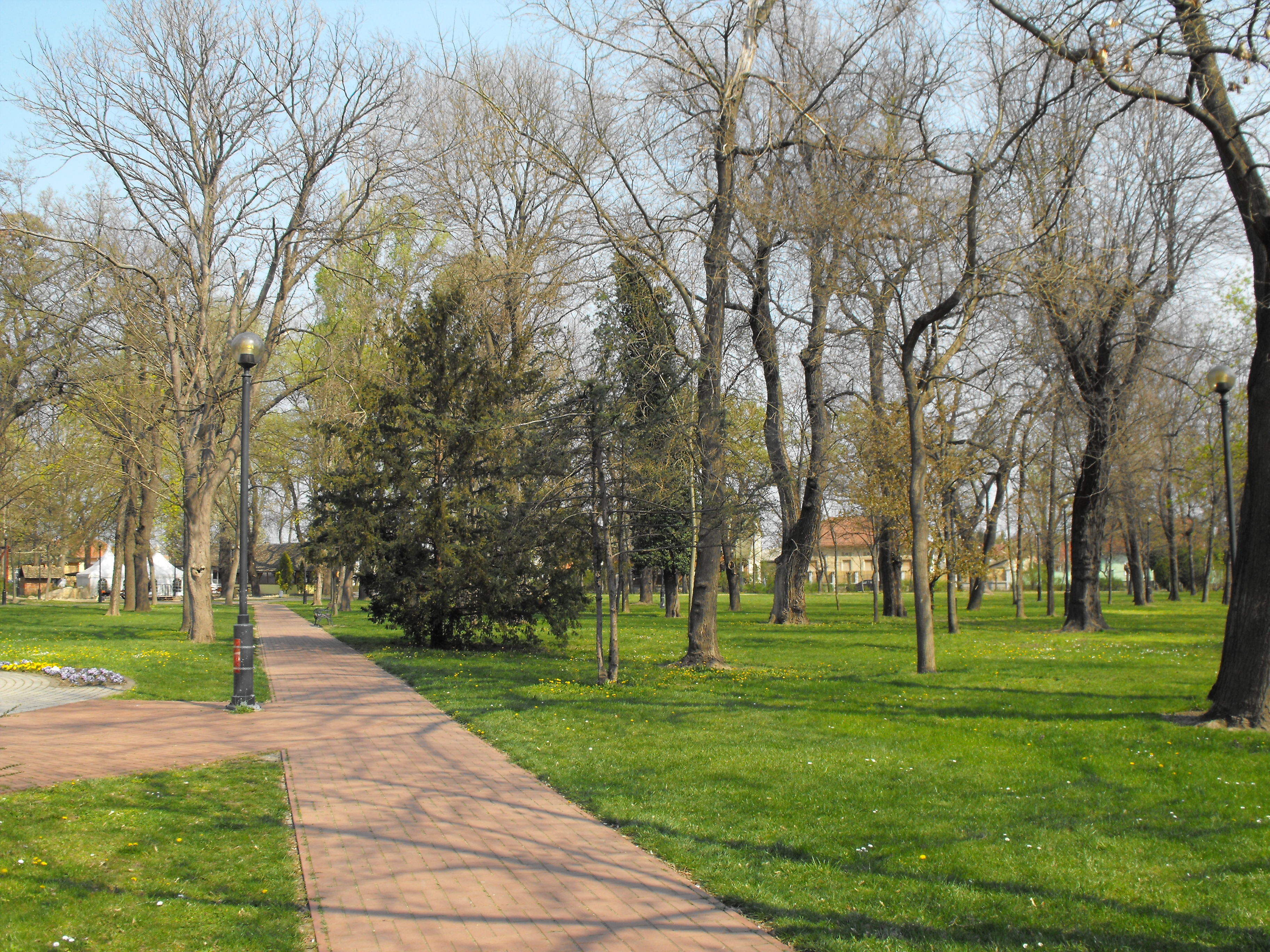
Sétány a parkban

Az első világháború miatt a város képviselő-testülete nem foglalkozott a park sorsával egészen 1921-ig, amikor Dr. Petrovics György, a város polgármestere az Országos Földbirtokrendező Bírósághoz fordult. Kétszer kérte a terület állami megváltását: először városi könyvtárat, néphivatalt, gazdasági egyesületet, a hagymatermelők szövetkezetét, népfürdőt és a felállítandó gazdasági középiskolát akarta a parkba telepíteni; a fennmaradó területen házhelyek és közkert létesült volna. Az elutasítás utáni, második kérelem már csak közterületként hasznosította volna a területet, de ez is eredménytelen lett.
Közben Dózsa Simon nem bírt az általa megvásárolt ingatlanokkal, tárgyalást kezdeményezett Dr. Nikelszky Jenővel, az új polgármesterrel, majd 1924. február 9-én 8000 mázsa elsőrendű búzáért cserébe eladta a püspökkertet a kertészlakkal, víztoronnyal, és ártézi kúttal együtt a városnak. A döntést Makó képviselői 132 igen és 6 nem szavazattal fogadták el.
A Papp József képviselő által május 12-én benyújtott indítvány értelmében a püspökkertet, és az azt övező 3 házsort Horthy Miklós térnek nevezték el, de a köznyelv csak Horthy-park néven ismerte. A parkot szívesen vették birtokba a gyerekek, a víztorony emeletén a Makói Rádióamatőr Klub rendezett rádió hangversenyeket, míg a köztéren a makói leventezenekar, a Makói Dalárda szolgáltatta a térzenét. Itt rendezték 1933-ban az egyhetes árumintavásárt és kiállítást is; az alkalomra egy díszes zenepavilont is építettek.

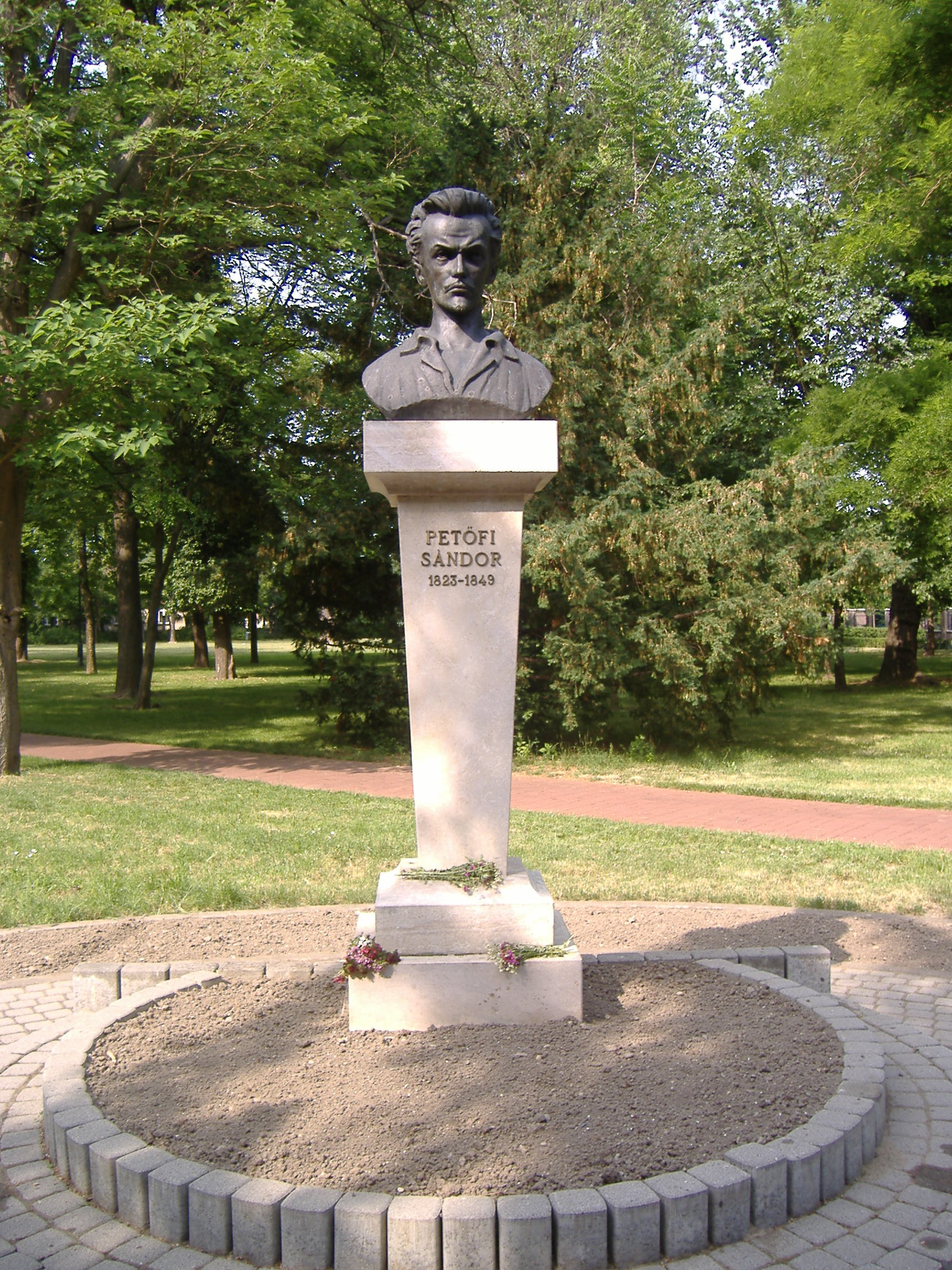
A Petőfi Sándor-szobor

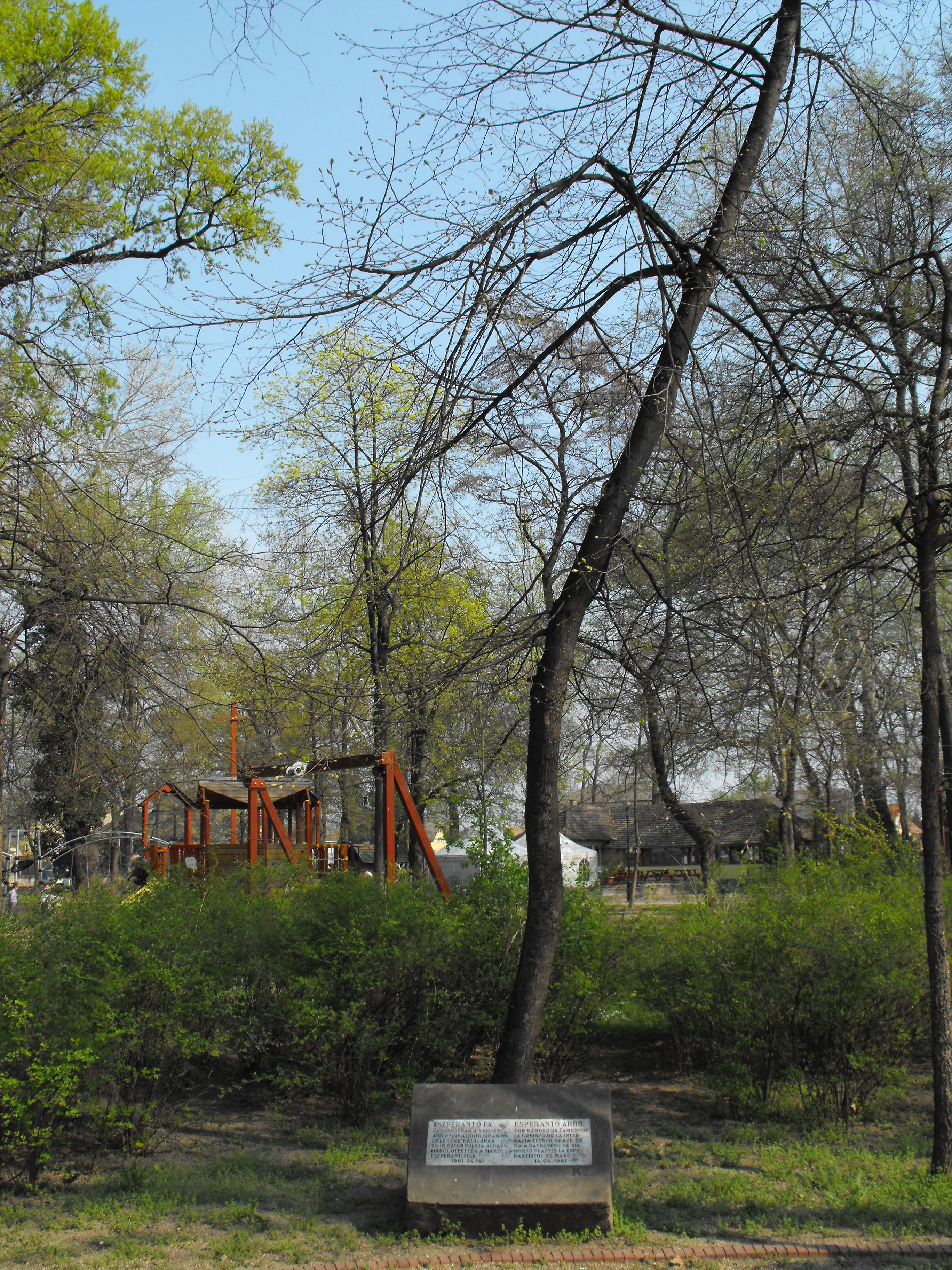
Az eszperantó fa

1948-ban a parkot átnevezték Petőfi parkra, a közterület ezt a nevet viseli jelenleg is. A második világháború után a park egyúttal elvesztette régi fényét is: a sétányok összeszűkültek, az értékes fák megritkultak, eltűnt a díszmadár és a zenepavilon, a tó elhanyagolttá vált. 1953-ban a Kiss Imre polgármester által kezdeményezett határozat eredményeképpen lebontották a hangulatos víztornyot.
1954-ben állították föl a bejárat közelében Nagy Gyula Petőfi-szobrát. A műalkotást rongálás miatt 2001-ben restaurálták, majd 2002-ben új talapzatot kapott a szobor.
Az 1960-as években társadalmi munkával épült föl Gerzanits Elemér műkedvelő színész kezdeményezésére egy száz négyzetméteres szabadtéri színpad a parkban, nyolcszázötven személyes nézőtérrel. Mellé épült egy mozigépház és egy 4,5 méter magas vetítőfal is. 1992-ben felújították, majd 2002-ig egy vállalkozó üzemeltette Árkádia Parkszínpad néven. Utána gazdátlanná vált, állapota nagymértékben leromlott.
1967-ben ültették az Eszperantó-fát, Lazaro Ludoviko Zamenhof halálának 50. évfordulója alkalmából a mesterséges nyelv makói beszélői. A fát emlékkő, rajta kétnyelvű tábla jelöli.
2005-ben Makó városa a Dél-Alföldi Regionális Fejlesztési Tanács Terület- és Régiófejlesztési Célelőirányzatától 38 millió forintot nyert a park felújítására. A járófelületetek új térkő- és aszfaltburkolatot kaptak, a munkálatok során kicserélték a lámpatesteket. Egyúttal kőpadokat, fémbútorokat és kutyaürülék gyűjtésére alkalmas tartályokat is kihelyeztek. Új játszótér is épült, amely 2006 áprilisára készült el: nyolc-tíz funkcióval felszerelt játszóvárat, drótkötélpályát, forgót és homokozót telepítettek a Petőfi parkba. Hatszáz négyzetmétert újrafüvesítettek, a Kisbagoly vendéglő melletti, évek óta üresen álló betonmedence helyén egy természetes tavat alakítottak ki. Elbontották a rossz állapotban lévő parkszínpadot is; az eredeti tervekkel ellentétben azonban nem épült szánkódomb a helyére, inkább a korábbi nézőtér területét is parkosították. A felújítás 2006 májusára fejeződött be.
A 2009-ben indult 100 millió forint értékű játszótér-felújítási programban a Petőfi park játszótere egyike lett a város három kiemelt játszóterének, így itt nagyobb volumenű eszközfejlesztési beruházás zajlott. A játszóteret használók biztonságát a felújítás óra térfigyelő kamerák szavatolják. A munkálatok április 30-án fejeződtek be.